# Tanja Morel
Tanja Morel (ur. 4 października 1975 w Zurychu) – szwajcarska skeletonistka, olimpijka.

## Kariera
Pierwszy sukces w karierze osiągnęła w 2003 roku, kiedy zdobyła brązowy medal na mistrzostwach Europy w Sankt Moritz. Wyprzedziły ją tam tylko dwie Niemki: Monique Riekewald oraz Diana Sartor. Wynik ten powtórzyła na rozgrywanych trzy lata później mistrzostwach Europy w Sankt Moritz, gdzie uległa tylko Szwajcarce Mai Pedersen i Shelley Rudman z Wielkiej Brytanii. W 2006 roku wystąpiła także na igrzyskach olimpijskich w Turynie, gdzie była siódma. Morel była również trzykrotnie czwarta na mistrzostwach świata (2003, 2004 i 2007). Na podium zawodów Pucharu Świata jedyny raz stanęła 18 grudnia 2004 roku w Siguldzie, zajmując trzecie miejsce. Najlepsze wyniki osiągnęła jednak w sezonie 2003/2004, kiedy to zajęła piąte miejsce w klasyfikacji generalnej.